# Arith

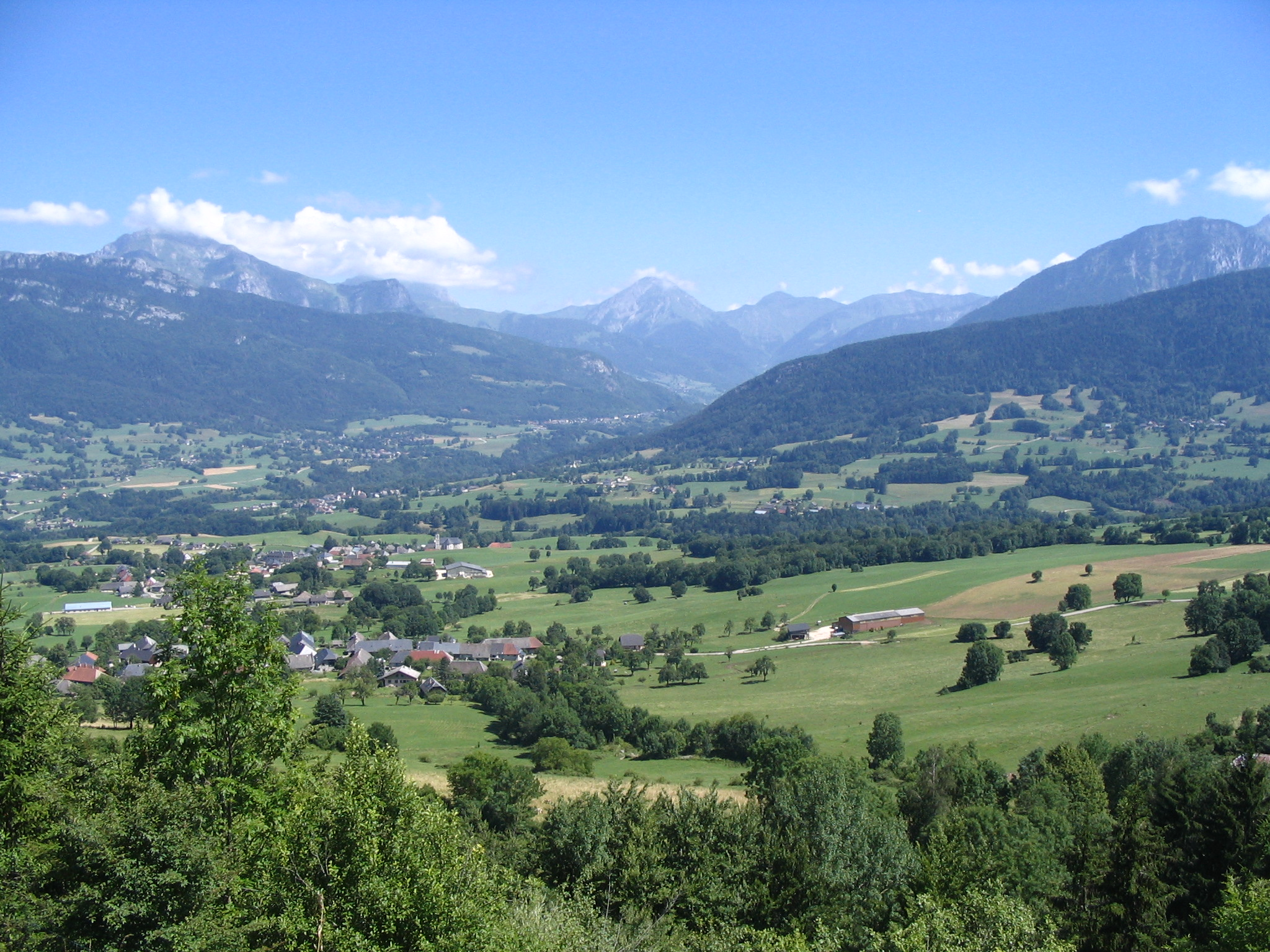

Arith is een gemeente in het Franse departement Savoie (regio Auvergne-Rhône-Alpes) en telt 352 inwoners (2004). De plaats maakt deel uit van het arrondissement Chambéry.

## Geografie
De oppervlakte van Arith bedraagt 25,2 km², de bevolkingsdichtheid is 14,0 inwoners per km².
De onderstaande kaart toont de ligging van Arith met de belangrijkste infrastructuur en aangrenzende gemeenten.

## Demografie
Onderstaande figuur toont het verloop van het inwonertal (bron: INSEE-tellingen).